# 梅希亞市 (蘇克雷州)

梅希亞市（西班牙語：Municipio Mejía），是委內瑞拉的一個市，位於該國北部蘇克雷州，首府設於聖安東尼奧德爾戈爾福，始建於1691年，面積298平方公里，2001年人口14,300，人口密度每平方公里47.99人。